# La nave del olvido (álbum)
La nave del olvido es el título del segundo álbum de estudio grabado por el artista mexicano José José. Se publicó bajo el sello discográfico RCA Víctor en 1970.

## Antecedentes y publicación
En este disco intervinieron compositores como Armando Manzanero, Rubén Fuentes, Dino Ramos, Leo Dan, Leonardo Favio y Nacho González, entre otros, además de la presencia de los arreglistas y directores de orquesta Chucho Ferrer y Eduardo Magallanes. La nave del olvido se editó como sencillo en sus respectivos países (México y Argentina).
La primera vez fue cantada en el año 1969 por la cantante venezolana, Mirtha Pérez. 

## Repercusión comercial
Gracias a esta producción discográfica, el intérprete se dio finalmente a conocer a nivel nacional e internacional, destacándose en esta producción los temas: La nave del olvido, Nadie, simplemente nadie y Del altar a la tumba. Con esta obra, el cantante se hizo merecedor a un disco de oro y otro de platino por sus numerosas ventas que llegaron hasta 5 millones de copias.
En 1970, tras su brillante participación en el Festival de la Canción Latina con el tema El Triste, que ganó popularidad en España, se publicó un disco sencillo con las canciones El triste y La nave del olvido en dicho país. El sencillo La nave del olvido se convirtió en un éxito internacional al llegar al primer puesto de las listas de varios países de América Latina,[cita requerida] y también entró en los 10 primeros lugares de las listas de Israel, Japón y Rusia.[cita requerida]

## Lista de canciones
| La nave del olvido |                               |                                                |          |  |
| N.º                | Título                        | Escritor(es)                                   | Duración |  |
| 1.                 | «La nave del olvido»          | Dino Ramos                                     | 3:35     |  |
| 2.                 | «El día más triste del mundo» | Armando Manzanero                              | 2:59     |  |
| 3.                 | «Si alguien me dijera»        | Armando Manzanero                              | 3:02     |  |
| 4.                 | «Ven y verás»                 | Ignacio "Nacho" González                       | 2:49     |  |
| 5.                 | «Alguien»                     | Rubén Fuentes · Martha Roth                    | 2:18     |  |
| 6.                 | «Ella es así»                 | Rubén Fuentes                                  | 2:29     |  |
| 7.                 | «Del altar a la tumba»        | Armando Manzanero · Luis De Llano              | 2:06     |  |
| 8.                 | «Y el mundo sigue girando»    | Leonardo Favio · Leo Dan · Roberto Lambertucci | 2:23     |  |
| 9.                 | «Nadie, simplemente nadie»    | Susana Fernández · José Finkelberg "Momy"      | 3:29     |  |
| 10.                | «Mirar el amor»               | Alfonso Ontiveros                              | 2:40     |  |
| 11.                | «Avalancha»                   | Ignacio "Nacho" González                       | 1:52     |  |
| 12.                | «Un mundo para ti»            | Armando Manzanero                              | 2:27     |  |

| La nave del olvido - Sencillo (Edición Israelí) |                      |              |          |  |
| N.º                                             | Título               | Escritor(es) | Duración |  |
| 1.                                              | «La nave del olvido» | Dino Ramos   | 3:36     |  |

| Jose Jose - Sencillo (Edición Japonés) |                            |                                                |          |  |
| N.º                                    | Título                     | Escritor(es)                                   | Duración |  |
| 1.                                     | «La nave del olvido»       | Dino Ramos                                     | 3:36     |  |
| 2.                                     | «Y el mundo sigue girando» | Leonardo Favio · Leo Dan · Roberto Lambertucci | 2:26     |  |

| Tres canciones de amor Jose Jose (Maxi-Sencillo Rusia) |                            |                                                |          |  |
| N.º                                                    | Título                     | Escritor(es)                                   | Duración |  |
| 1.                                                     | «Del altar a la tumba»     | Armando Manzanero · Luis De Llano              | 2:09     |  |
| 2.                                                     | «Y el mundo sigue girando» | Leonardo Favio · Leo Dan · Roberto Lambertucci | 2:26     |  |
| 3.                                                     | «La nave del olvido»       | Dino Ramos                                     | 3:36     |  |

| El Triste: Jose Jose (Sencillo España) |                      |                  |          |  |
| N.º                                    | Título               | Escritor(es)     | Duración |  |
| 1.                                     | «El triste»          | Roberto Cantoral | 4:14     |  |
| 2.                                     | «La nave del olvido» | Dino Ramos       | 3:36     |  |

## Créditos y personal
Créditos del álbum.
- J. Escalante: Fotografía de contraportada.
- Chucho Ferrer: Dirección de orquesta en las pistas 8 y 10.
- Rubén Fuentes: Producción en pistas 5 y 7.
- Ignacio González: Producción
- Eduardo Magallanes (reseñado como "Magallanes"): Dirección de conjunto y de orquesta (pistas 3 a la 7 y 11).
- Enrique Neri: Dirección de orquesta en las pistas 2 y 12.
- Gilberto Rodríguez: Fotografía de portada.
- José Rómulo Sosa Ortíz "José José": Voz

No existen créditos de dirección y arreglos de las pistas 1 y 9